# Camille Keaton
Camille Keaton (ur. 20 lipca 1947 w Pine Bluff) − amerykańska aktorka filmowa.
Znana z głównej roli w kultowym horrorze Pluję na twój grób (1978), za którą uhonorowana została nagrodą Medalla Sitges en Plata de Ley podczas Sitges − Catalonian International Film Festival.